# Karl Oberthür
Karl (Charles) Oberthür, född 4 mars 1819 i München, död 8 november 1895 i London, var en tysk harpist och kompositör.

## Biografi
Karl Oberthür föddes  1819 i München. Oberthür var från 1844 bosatt i London varifrån han ofta gjorde konsertresor till kontinenten. Han var en ansedd virtuos och lärare och hans kompositioner är huvudsakligen skrivna för harpa, men han skrev även pianostycken, visor, ouvertyrer, en mässa, en legend och operan Floris de Namur. Han avled 1895 i London.